# Ніно Гаратішвілі
Ніно Гаратішвілі (груз. ნინო ხარატიშვილი, нім. Nino Haratischwili; 8 червня 1983, Тбілісі) — німецька прозаїкиня, драматургиня і театральна режисерка, що народився в Грузії. Здобула численні нагороди, зокрема премію Адельберта фон Шаміссо, Kranichsteiner Literaturpreis та Literaturpreis des Kulturkreises der deutschen Wirtschaft.
Гаратішвілі народилася і виросла в Тбілісі, Грузія, де вона відвідувала німецькомовну школу. Щоб уникнути політичного та соціального хаосу, який настав після розпаду Радянського Союзу, на початку 1990-х років вона разом із матір’ю переїхала на два роки до Німеччини, де відвідувала сьомий та восьмий класи школи. Після цього її родина повернулася до Грузії. Пізніше Гаратішвілі знову переїхав до Німеччини, щоб відвідати театральну школу в Гамбурзі. Пропрацювавши кілька років режисеркою театру в Гамбурзі, у 2010 році вона опублікувала свою першу книгу «Юя». 2012 року вона отримала громадянство Німеччини.
Наразі Гаратішвілі живе в Гамбурзі. 